# Аристон (театър)
„А̀ристон“ (от гръцки άριστος, отличен, най-добър, превъзходен) е театър в град Санремо, Италия, известен най-вече с провеждането в него от много години насам на музикалния фестивал „Санремо“.

## История
През петдесетте години на миналия век Аристиде Вакино решава да закупи терена, на който да бъде построен театърът, и след около десет години работа по него през 1963 година се ражда театърът „Аристон“ – една огромна и величествена постройка със смайващата си технология, по която е построен за онези години.
Театърът става известен предимно покрай музикалния фестивал „Санремо“, който се провежда от 1977 година насам в него (преди се е провеждал в една от залите на казиното на града). Единствено през 1990 година по повод 40-о си издание прави изключение и се провежда в театър „Палафиори“ с цел повече вместимост на зрителите.
Освен музикалния фестивал, в Аристон ежегодно се присъждат музикалната награда „Тенко“ и наградата за телевизионна режисура, позната още като „Oscar Tv“. През 2008 и 2009 година от него се излъчват на живо първите две издания на телевизионното шоу „Ti lascio una canzone“ (Оставям ти една песен).

## Свързани статии
- Санремо
- Музикален фестивал „Санремо“
- Тенко (музикална награда)
- Награда за телевизионна режисура
- Ti lascio una canzone